# مسابقة يوروفيجن للأغنية: قصة فاير ساجا
مسابقة يوروفيجن للأغنية: قصة فاير ساجا (بالإنجليزية: Eurovision Song Contest: The Story of Fire Saga)‏ فيلم كوميدي موسيقي أمريكي تم إصداره عام 2020 من إخراج ديفيد دوبكين و تأليف أندرو ستيل ، ويل فيريل. و البطولة بيرس بروسنان ، دان ستيفينز ، ديمي لوفاتو.
تمت جدولة الفيلم مبدئيًا لإصداره في مايو 2020 ليتزامن مع مسابقة الأغنية الأوروبية لعام 2020. ولكن تم تأجيله بسبب جائحة كورونا.

## ملخص قصة
يتابع الفيلم المغنيين الآيسلنديين لارس إريكسونغ وسيجريت إريكسدوتير (فيريل و راشيل ماك آدامز) حيث يتم منحهم الفرصة لتمثيل بلادهم في مسابقة الأغنية الأوروبية.

## روابط خارجية
مسابقة يوروفيجن للأغنية: قصة فاير ساجا على موقع IMDb (الإنجليزية)
- مسابقة يوروفيجن للأغنية: قصة فاير ساجا على موقع ميتاكريتيك (الإنجليزية)
- مسابقة يوروفيجن للأغنية: قصة فاير ساجا على موقع روتن توميتوز (الإنجليزية)
- مسابقة يوروفيجن للأغنية: قصة فاير ساجا على موقع نتفليكس (الإنجليزية)
- مسابقة يوروفيجن للأغنية: قصة فاير ساجا على موقع قاعدة بيانات الأفلام العربية
- مسابقة يوروفيجن للأغنية: قصة فاير ساجا على موقع ألو سيني (الفرنسية)
- مسابقة يوروفيجن للأغنية: قصة فاير ساجا على موقع أول موفي (الإنجليزية)
- مسابقة يوروفيجن للأغنية: قصة فاير ساجا على موقع فيلمافينيتي (الإسبانية)
- مسابقة يوروفيجن للأغنية: قصة فاير ساجا على موقع قاعدة بيانات الفيلم (الإنجليزية)
- مسابقة يوروفيجن للأغنية: قصة فاير ساجا على موقع ليتربوكسد (الإنجليزية)